# جزيرة الدار
جزر الدار، مجموعة جزر تقع بالقرب من سترة في أرخبيل البحرين. تقع على بعد 12 كم (7.5 ميل) جنوب شرق العاصمة المنامة في جزيرة البحرين.

## الديموغرافيا
الجزر غير مأهولة بالسكان.

## الحُكم
الجزر تابعة للمحافظة الجنوبية.

## التنقُل
تستوعب جزر الدار الضيوف من ميناء سترة إلى الجزيرة كل 15 إلى 30 دقيقة. يتوفر 11 قاربًا عاديًا و 18 قاربًا سريعًا مع جميع معدات السلامة اللازمة لضمان سلامة جميع الضيوف أثناء السفر إلى الجزر.

## السياحة
يقع منتجع جزيرة الدار على بعد 10 دقائق من الشاطئ من ميناء سترة. يعتقد القائمون على المنتجع بأن كل منا يجب أن يقضي وقتًا ممتعًا معًا وليس هناك مكان أفضل للقيام بذلك من قضاء يوم مع عائلتك وأصدقائك. توفر عطلة قصيرة في المنتجعات فرصة مثالية لتقوية روابطك مع أحبائك أثناء الاسترخاء في محيط هادئ في واحدة من أفضل الوجهات في البحرين.

## معرض الصور

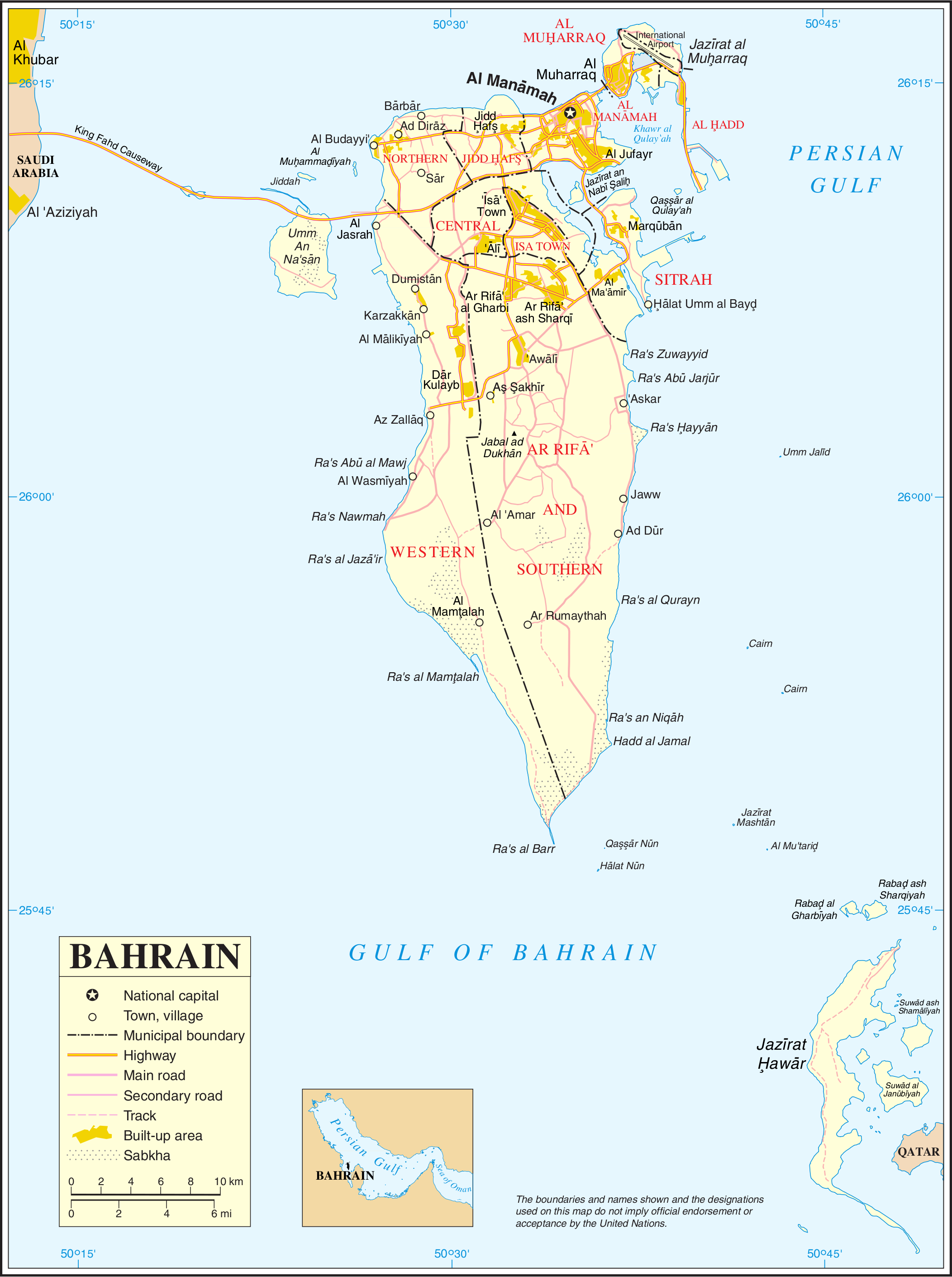
خريطة البحرين
خريطة المنطقة